# Virgen de la Vega (Benavente)

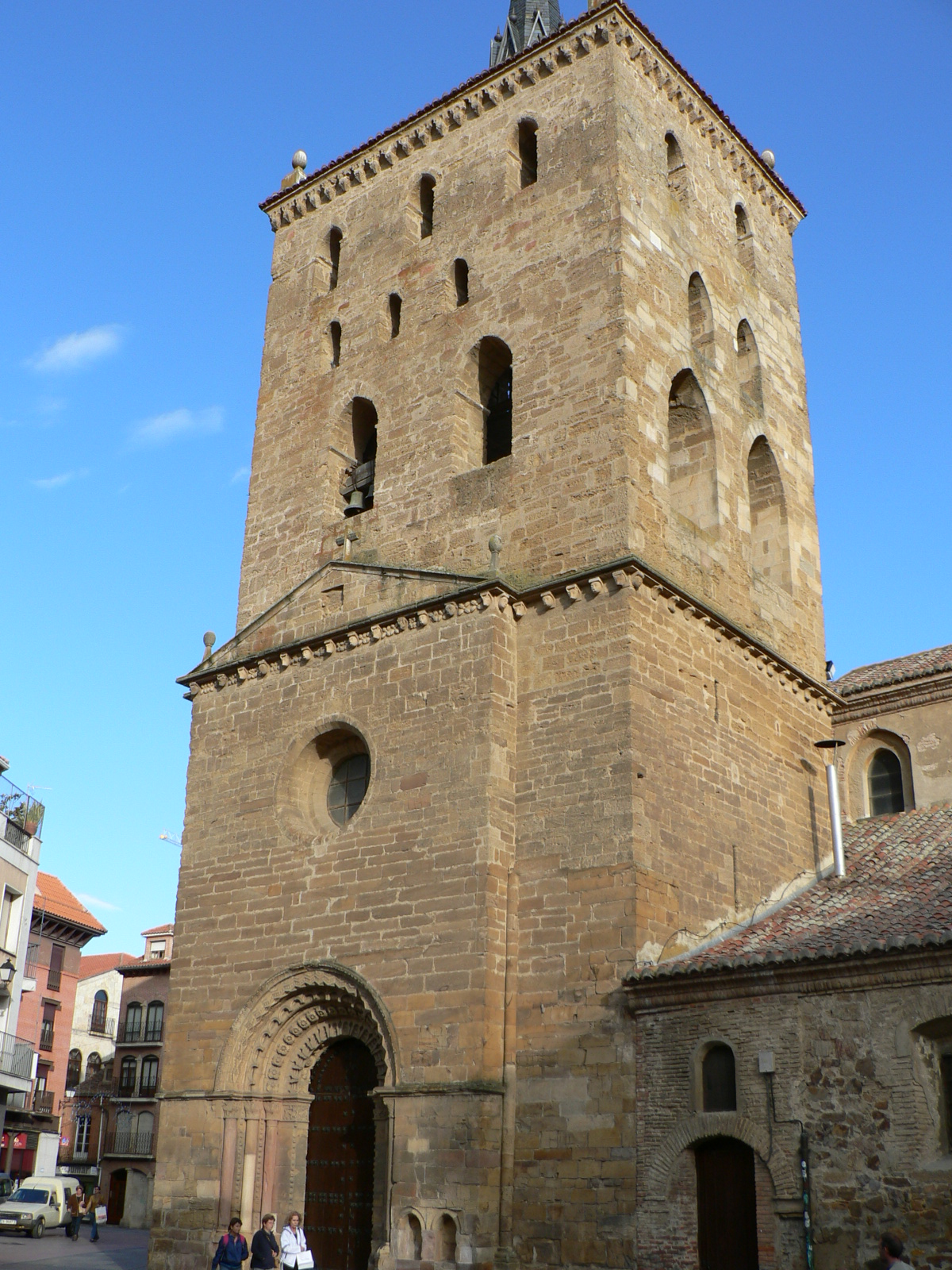
Vista de la iglesia de Santa María del Azogue.

La Virgen de la Vega es la patrona de la ciudad  española de Benavente. Su festividad principal tiene lugar el conocido como «Lunes de Pascuilla», por ser ocho días después del Domingo de Resurrección, aunque suele durar tres días. La notable popularidad de esta festividad, ha sido uno de los motivos por los que ha sido declarada de «Interés Turístico Regional». Además, está relacionada con otra celebración de la villa, las llamadas Fiestas del toro enmaromado, donde el mismo día, los benaventanos se reúnen en la plaza mayor para «pedir el toro», que se celebrará 50 días más tarde, el miércoles víspera del Corpus Christi.
Se realizan también diferentes actos tradicionales: acudir a recoger el «pan de la Veguilla» -que se regala a todo el que vaya a por él-, la solemne misa y la procesión en la cual la «Virgen de Vega» recorre las calles del centro de Benavente a hombros de los peñistas y acompañada de las damas y reina de las fiestas, junto con diferentes representantes políticos. También se celebran bailes regionales y verbenas.

## Leyenda
En el 812 se produjo, en las proximidades de Benavente, la batalla de la Polvorosa o del Mato, en la que las tropas cristianas derrotaron a las tropas musulmanas. La Leyenda cuenta, que la victoria fue gracias a la intervención de la Virgen, que apareció sobre el puente con su Hijo en brazos, arrojó piedras sobre los enemigos hasta que éstos se retiraron vencidos.

## Historia
En el 878 se produjo, en las proximidades de Benavente, la batalla de Polvoraria (también conocida como batalla de Polvorosa), en la que las tropas cristianas de Alfonso III derrotaron a las tropas musulmanas enviados por el emir Muhammad. Después de esta batalla, surgió una gran devoción por esta virgen, por lo que desde ese mismo día se celebran actos festivos, misas y procesiones. Al principio se trasladaba una talla que se encuentra en Cimanes de la Vega, hasta Benavente, pero posteriormente se decidió trasladar la fiesta a Benavente, mandando para ello construir una talla nueva que salió todos los años en procesión.

## Talla de la Virgen
Existen dos tallas: Una de origen románico, que se conserva en el Santuario de Cimanes de la Vega. La otra es de 1823, y se trata de una imagen barroca, en la cual aparece «la Virgen» con su hijo en brazos, sobre un puente, con una torre a cada lado. Se conserva en la iglesia de Santa María de Azogue en Benavente.